# الحسين بن إدريس
الحسين بن إدريس بن المبارك بن الهيثم بن زياد، أبو علي الأنصاري، الهروي من رواة الحديث الثقات، كان صاحب حديث وفهم، وله تاريخ كبير وتصانيف، في سنة إحدى وثلاثمائة ولعله جاوز التسعين.

## روايته للحديث النبوي
حدث عن : سعيد بن منصور وخالد بن هياج وداود بن رشيد وهشام بن عمار وسويد بن سعيد ومحمد بن عبد الله بن عمار وعثمان بن أبي شيبة وطبقتهم.
حدث عنه: محمد بن داود بن سليمان وبشر بن محمد المزني ومنصور بن العباس وأبو حاتم بن حبان وأبو بكر النقاش المفسر ومحمد بن عبد الله بن خميرويه والهرويون.

## آراء العلماء فيه
الجرح والتعديل
- قال أبو الوليد الباجي: لا بأس به.
- قال أبو حاتم بن حبان البستي: كان من أركان السنة.
- قال أبو نصر بن ماكولا: كان من الحفاظ المكثرين.
- قال ابن أبي حاتم الرازي: عنده جزء من أحاديثه فيها باطل، أو لا أصل له، فقال: لا أدري الحمل عليه فيها أم على خالد بن هياج ابن عساكر الحمل فيها على خالد بلا شك.
- قال الدارقطني: من الثقات.
- قال الذهبي: الإمام الحافظ المحدث الثقة.
- قال عبد الحي بن العماد الحنبلي: كان حافظا.